# Kosovo (distrikt i Bulgarien, Vidin)
Kosovo (bulgariska: Косово) är ett distrikt i Bulgarien.   Det ligger i kommunen Obsjtina Bregovo och regionen Vidin, i den nordvästra delen av landet, 160 km norr om huvudstaden Sofia.
Omgivningarna runt Kosovo är en mosaik av jordbruksmark och naturlig växtlighet. Runt Kosovo är det ganska glesbefolkat, med 40 invånare per kvadratkilometer.